# 否認懷孕

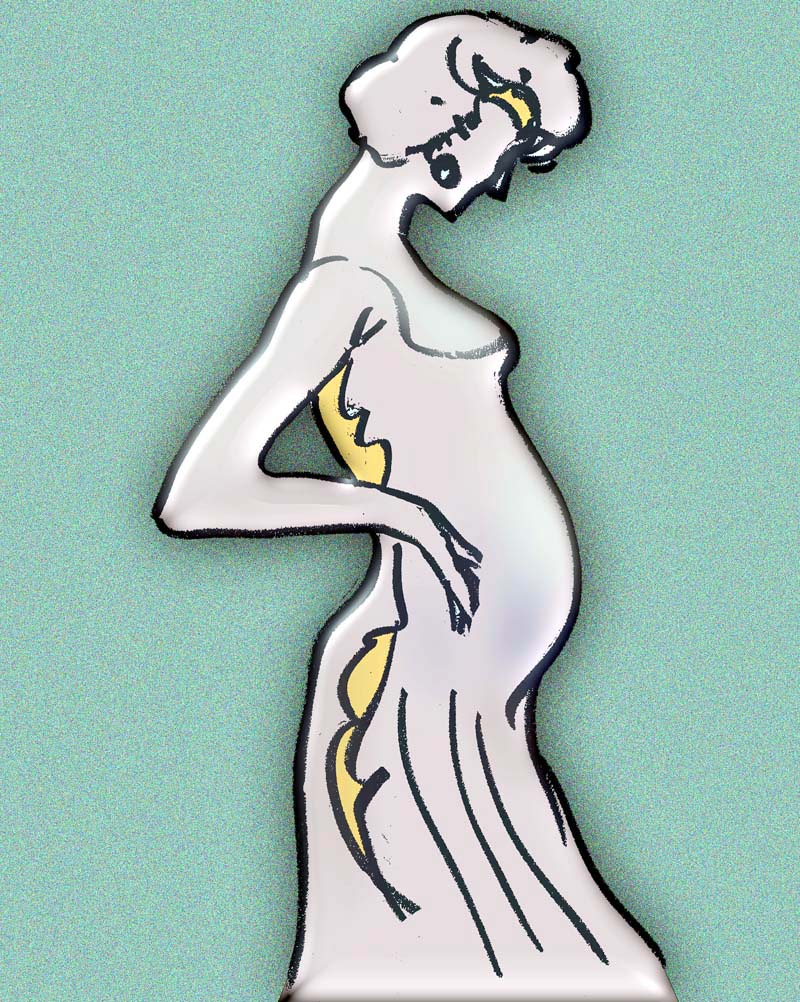
懷孕的女子

否認懷孕是一種少見的情形，是指孕婦否認自身懷孕的事實。一研究顯示否認懷孕的孕婦比例約佔孕婦人口的0.26%。
否認懷孕和秘密懷孕不同，秘密懷孕的孕婦不知道自身懷孕的事實，否認懷孕的孕婦在潛意識中知道自身懷孕，但拒絕承認。

## 心理層面的否認懷孕
這種否認非常的少見，因此沒有放在妄想的分類中。不過有些孕婦因錯誤詮釋懷孕的身體變化而誤以為沒有懷孕，有些女性將懷孕時分泌物的變化誤以為是體內長了腫瘤或是血栓。有些女性將胎兒的活動解讀為體內器官鬆弛的結果。若有心理層面的否認懷孕，女性一般會掩飾懷孕的跡象不讓其他人知道，因此讓其胎兒處在高風險的狀態下。